# Bahnhof Bünde (Westfalen)
Der Bahnhof Bünde (Westfalen) – kurz Bünde (Westf) – in der ostwestfälischen Stadt Bünde im Kreis Herford liegt an der Bahnstrecke Löhne–Rheine, von der hier die Bahnstrecke Bünde–Bassum abzweigt, die heute nur noch bis Rahden in Betrieb ist.

## Geschichte

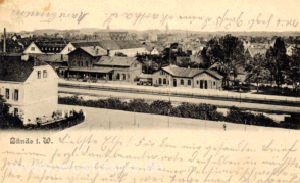
Der Bahnhof auf einer Postkarte von 1903, Ansicht von Norden

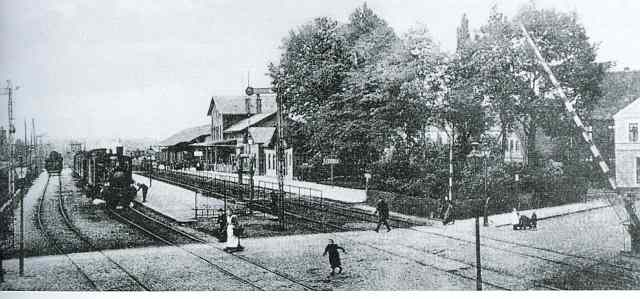
Der Bahnhof 1904 von Westen. Bahnübergang jetzt untertunnelt. Zu sehen ist links auch das ehemalige Gleis 5

Die Hauptstrecke wurde 1856 zwischen Löhne und Rheine als Teil der Hannoverschen Westbahn eröffnet. Es folgte 1899/1901 die Strecke nach Rahden–Sulingen–Bassum.
Bis Juni 1994 fuhren über diese Strecke direkte Züge nach Bremen. Eine Reaktivierung des stillgelegten niedersächsischen Abschnitts ist nicht vorgesehen.

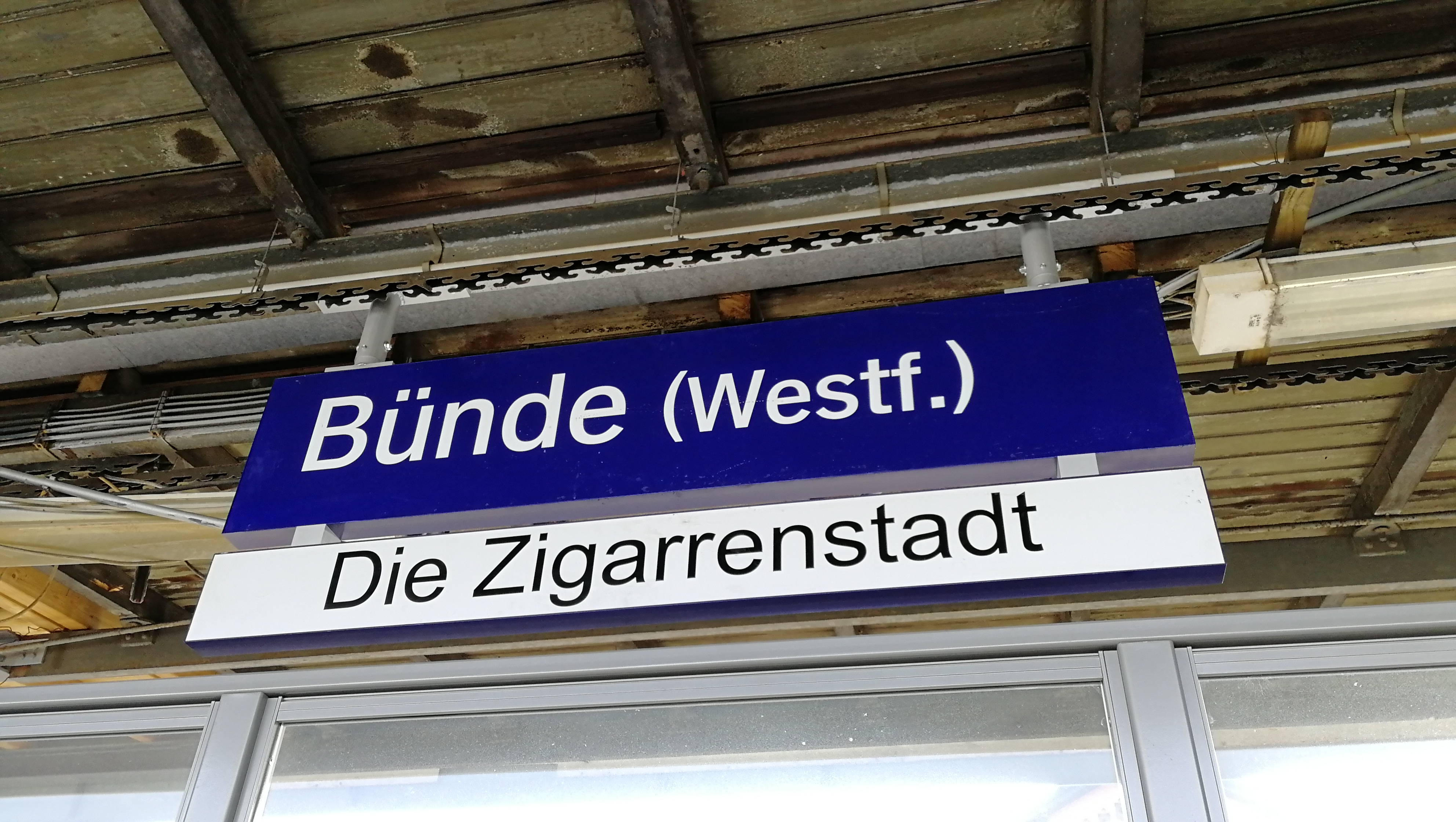
Zusatzschild „Die Zigarrenstadt“

Das Bahnhofschild lautet Bünde (Westf.) – Die Zigarrenstadt. Es erinnert daran, dass Bünde einst das Zentrum der europäischen Tabakindustrie war. Rund um den Bahnhof waren daher einst Industriebetriebe der Tabakindustrie angesiedelt, die per Güterbahn mit Holz für die Tabakkisten und natürlich Tabak versorgt wurden und die umgekehrt per Bahn auch den Abtransport der Endprodukte sicherstellten.
Keine dieser Fabriken der Tabakindustrie am Bahnhof existiert heute mehr. Einziger Hinweis auf diese Zeit ist der nahe gelegene imposante Tabakspeicher, der eines der vielen Lagerhäuser in unmittelbarer Bahnhofsnähe war. Alljährlich findet hier zwischen Bahnhof und Tabakspeicher sowie auf dem Bahnhofsvorplatz der Tabakspeichermarkt statt.

### Modernisierung bis 2019
Die Deutsche Bahn hatte im Juni 2008 eine für etwa 2011 beginnende umfassende Renovierung des Bahnhofs angekündigt. Die Kosten von 7,47 Millionen Euro teilten sich die Deutsche Bahn AG, die Bundesregierung und die Landesregierung Nordrhein-Westfalen. Die Arbeiten begannen im März 2015. Die Bahnsteige wurden erhöht (76 cm über Schienenoberkante), um eine barrierefreie Zugnutzung zu ermöglichen. Die Bahnhofsunterführung inklusive zweier Fahrstühle wurde neu gebaut. Die Bahnsteige wurden neu gepflastert. Das Dach über den Bahnsteigen wurden erneuert und moderne digitale Anzeigentafeln installiert.

## Bahnhofsanlage

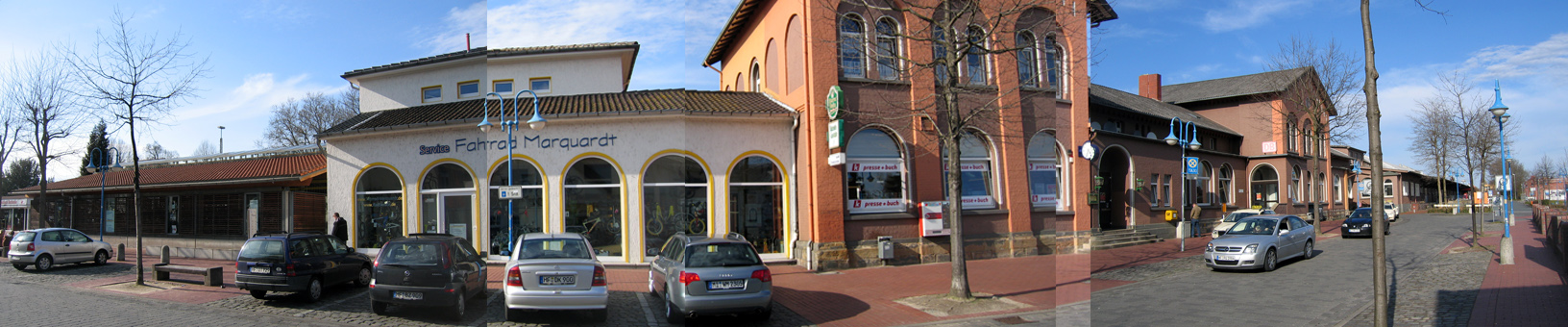
Südansicht, links Radstation

Der Bahnhof hat drei Bahnsteiggleise, die von 2 bis 4 durchnummeriert sind, da das ehemalige Gleis 1 nicht für den Personenverkehr vorgesehen war. Das Gleis ist mittlerweile aufgelassen; nur noch das Gleisbett sowie ein vom Personenbahnsteig getrenntes Gleis lassen die Lage des ehemaligen Gleis 1 erahnen. Das Ladegleis endet am östlichen Teil des Bahnhofs und war über einen Bahnsteig mit angeschlossener südlich gelegener und direkt an das Empfangsgebäude angrenzender Lagerhalle zugänglich. Die Lagerhalle hat an ihrer Südseite wiederum Laderampen für LKW und wird heute für einen gastronomischen Betrieb sowie einen Dekoladen verwendet. Mit dem Abbruch des Gleis 1 wurden weiter Rangier- und Abstellgleise im östlichen Vorfeld des Bahnhofs sowie einige Verladerampen aufgelassen. Damit wurde Platz für einen Park-and-ride-Platz östlich des Bahnhofhauptgebäudes geschaffen. Die Ladegleise, die das Betriebsgelände der Miele, ehemals Imperial, und weiterer Betriebe in Ennigloh, nördlich des Bahnhofs, mit den Gleisen der Deutschen Bahn AG verbinden, sind ebenfalls nicht mehr vorhanden. Es gab bis 2016 lediglich noch ein Verbindungsgleis zu einem Baustoffhandel, welches aber 2017 abgebaut wurde. Ehemals gab es auch ein nördliches Gleis 5, das jedoch ebenfalls nicht für den Personenverkehr gedacht war.
Im östlich gelegenen Güterbahnhof sind nur noch die Gleise 19, 20 und 21 als Ausweichgleise vorhanden. Die ehemalige Ladestraße wurde von der Stadt Bünde aufgekauft und ist mittlerweile mit Gewerbebetrieben bebaut.

## Bedienung
Ab dem Fahrplan 2024 wird Bünde im Schienenpersonenfernverkehr alle zwei Stunden durch die Intercity-Linie 77 Amsterdam – Hilversum – Osnabrück – Hannover – Berlin bedient. Hinzu kommt täglich ein Zugpaar der ICE-Linie 77. 
| Linie | Linienverlauf | Fahrzeuge                      |
| ----- | --- | ------------------------------ |
| IC 77 | Amsterdam – Hilversum – Amersfoort – Apeldoorn – Deventer – Hengelo – Bad Bentheim – Rheine – Osnabrück – Bünde – Hannover – Berlin-Spandau – Berlin – Berlin Ost | Siemens Vectron MS + IC1-Wagen |

Im Schienenpersonennahverkehr verkehren mehrere Regional-Express- und Regionalbahn-Linien:
| Linie | Linienverlauf | Takt    | Betreiber     |
| ----- | --- | ------- | ------------- |
| RE 60 | Ems-Leine-Express: Rheine – Hörstel – Ibbenbüren-Esch – Ibbenbüren – Ibbenbüren-Laggenbeck – Osnabrück Altstadt – Osnabrück Hbf – Melle – Bünde (Westf) – Kirchlengern – Löhne (Westf) – Bad Oeynhausen – Porta Westfalica – Minden (Westf) – Bückeburg – Stadthagen – Haste (Han) – Wunstorf – Hannover Hbf – Lehrte – Hämelerwald – Vöhrum – Peine – Vechelde – Braunschweig Hbf Stand: Fahrplanwechsel Dezember 2021 | 120 min | WestfalenBahn |
| RB 61 | Wiehengebirgs-Bahn: Hengelo – Oldenzaal – Bad Bentheim – Schüttorf – Salzbergen – Rheine – Hörstel – Ibbenbüren-Esch – Ibbenbüren – Ibbenbüren-Laggenbeck – Osnabrück Altstadt – Osnabrück Hbf – Wissingen – Westerhausen – Melle – Bruchmühlen – Bünde (Westf) – Kirchlengern – Hiddenhausen-Schweicheln – Herford – Brake (b Bielefeld) – Bielefeld Hbf Stand: Fahrplanwechsel Dezember 2021                          | 60 min  | Eurobahn      |
| RE 62 | Ems-Werre-Express: Rheine – Ibbenbüren – Osnabrück Altstadt – Osnabrück Hbf – Melle – Bünde (Westf) – Kirchlengern – Löhne (Westf) Stand: Fahrplanwechsel Dezember 2023 | 120 min | DB Regio      |
| RB 71 | Ravensberger Bahn: Rahden – Espelkamp – Lübbecke (Westf) – Bad Holzhausen – Mesch Neue Mühle – Bieren-Rödinghausen – Bünde (Westf) – Kirchlengern – Hiddenhausen-Schweicheln – Herford – Brake (b Bielefeld) – Bielefeld Hbf Stand: Fahrplanwechsel Dezember 2021 | 60 min  | Eurobahn      |

### Nahverkehrstarife
In Bünde gilt der regionale Verkehrsverbund „Westfalentarif“, außerdem findet der NRW-Tarif Anwendung.
Auf der Verbindung Rheine–Osnabrück–Minden kann auch das Niedersachsen-Ticket genutzt werden, auf der Strecke nach Rahden ist es nicht gültig.

## Verkehrsanbindung

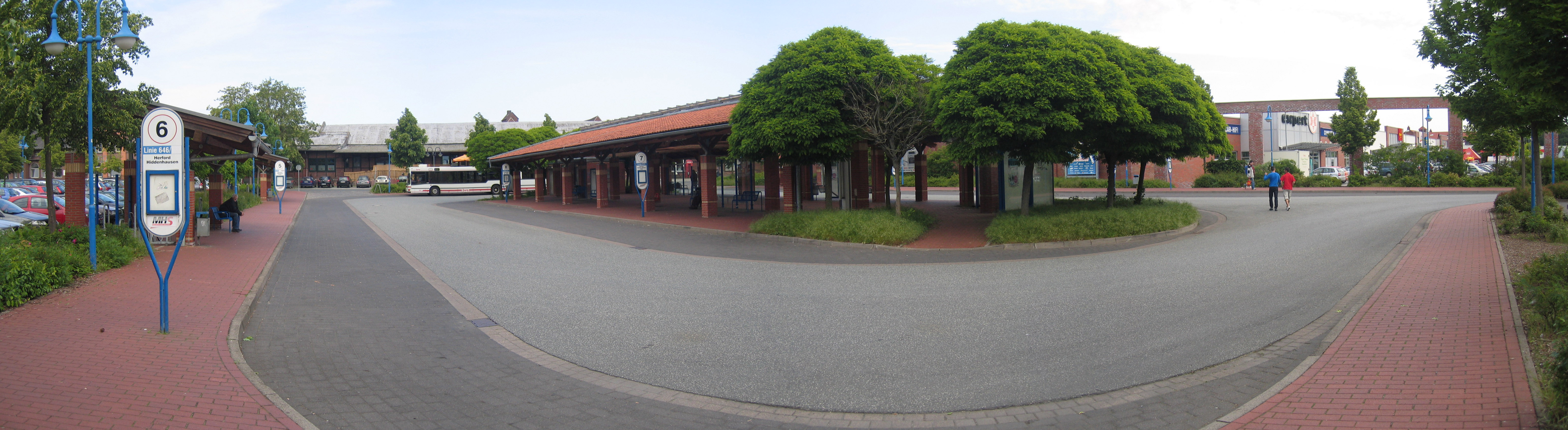
ZOB

Vom ZOB neben dem Bahnhof fahren Regionalbusse nach Herford und Enger ab. Weitere Busse bzw. Anrufbusse bedienen Hüllhorst, Kirchlengern, Spenge und Rödinghausen. Vor dem Bahnhofsgebäude halten Stadtbusse der Linie 2 Ennigloh Süd–Bahnhof–Bustreff am Museumsplatz–Südlengern.
Am Bahnhof gibt es einen Park and Ride-Platz für über 300 Fahrzeuge und ein Fahrradparkhaus. Die Radfernwege BahnRadRoute Weser-Lippe und Else-Werre-Radweg führen am oder in der Nähe des Bahnhofs vorbei.

## Service

Blick von Gleis 3 in Richtung Gleis 2 (vor der Renovierung)

Im Bahnhof befindet sich ein DB-Reisezentrum, ein Zeitungsladen, eine Gaststätte und ein Secondhand-Laden. Das direkt anschließende östliche Lagergebäude am ehemaligen Gleis 1 beherbergt eine weitere gastronomische Einrichtung sowie ein Geschäft für Möbel und Dekoartikel. Das Gleis 2 ist ohne Stufen erreichbar, der Bahnhof ist seit 2018 behindertengerecht gestaltet. Die Gleise 3 und 4 sind durch eine Untertunnelung mit Aufzügen barrierefrei zu erreichen. Die Bahnsteige sind größtenteils überdacht.
Die Fahrradstation wurde im Jahre 1999 eröffnet und bietet fast 300 Fahrrädern einen Stellplatz. Der Zugang zu Radstation erfolgt durch eine elektronische Zugangskontrolle. Der Zugang ist rund um die Uhr möglich. Die Fahrradstation wurde direkt neben das so genannte Arkadenhaus, den westlichen Teil des Bahnhofsgebäudes, gesetzt. Dieser Teil beherbergte einen Fahrradladen, der auch die Radstation betrieb. Das Arkadenhaus war ausgebrannt und wurde durch die Renovierung und Eröffnung des Fahrradladens und der Radstation vor dem bereits geplanten Abriss bewahrt. Für die Gestaltung der Radstation erhielt der Architekt Ulrich Recker (Westerstede) 2000 den Architekturpreis Leon-Battista-Alberti-Medaille der Jury der Arbeitsgemeinschaft Ziegeldach für die gelungene städtebauliche Integration.